# Formazione degli Extreme Noise Terror
Formazione degli Extreme Noise Terror

## Componenti attuali
La formazione attuale è composta dal leader Dean Jones (Disgust, Raw Noise, Death Dealers), dal secondo cantante Ben McCrow, (ex-The Rotted, ex-Gorerotted), dal chitarrista Ollie Jones (Desecration, Sodomized Cadaver, ex-Amputated), dal bassista Andi Morris (Desecration, Mulch, ex-Ghast (live), ex-Amputated, ex-Funeral for a Friend) e dal batterista Michael Hourihan (Desecration, Onslaught, ex-Parricide)
- Dean Jones - voce (1985-2017)
- Ben McCrow - voce (2014-2017)
- Ollie Jones - chitarra (2002-2017)
- Andi Morris - basso (2012-2017)
- Michael Hourihan - batteria (2007-2010, 2015-2017)

## Ex componenti
Gli ENT nella loro storia hanno cambiato molti membri(quindici in totale).
Questi sono gli ex componenti, i cantanti:Phil Vane ex dei Napalm Death e degli Optium Wound Profile, Spit e Barney Greenway,ex dei Colostomy, dei Napalm Death e Benediction.
I chitarristi:Pete Hurley ex dei Disgust, Gian Pyres ex dei Cradle of Filth e dei Solstice e Al Todd ex dei Failed Humanity.
I bassisti:Jerry Clay, Mark Gardiner, Mark Bailey e Lee Barrett,ex dei Disgust,dei To-Mera e dei Mussolini Headkick.
I batteristi:Pig Killer, Mick Harris ex dei Napalm Death, dei Defecation, degli Scorn,dei Doom, degli Anorexia e dei Motherfuckers from Mars), Tony "Stick" Dickens ex dei Doom, dei Deviated Instinct, dei D.I.R.T., degli Excrement of War, dei Contempt, dei Disabuse, degli Zounds,dei Pheramones, dei Devils, dei Ruin e degli Sore Throat, Was Sarginson ex dei Cradle of Filth, dei Blood Divine, dei December Moon e dei Deinonychus e Zac O'Neill, ex dei Criminal, dei Killing Mode e dei Failed Humanity.
Cantanti:
- Phil Vane (1985-1995)
- Spit (1989)
- Barney Greenway (1995-1997)

Chitarristi:
- Pete Hurley (1985-1995)
- Gian Pyres
- Al Todd (1995-2005)

Bassisti:
- Jerry Clay (1985-1988)
- Mark Gardiner (1988-1990)
- Mark Bailey (1990-1993)
- Lee Barrett (1993-1997)

Batteristi:
- Pig Killer (1985-1987, 1993-1995)
- Mick Harris (1987-1988)
- Tony "Stick" Dickens (1988-1995)
- Was Sarginson (1995-1997)
- Zac O'Neil (1997-2007)